# Гаврилівка (Луганська область)
Гаври́лівка — село в Україні, у Сєвєродонецькій міській територіальній громаді Сєвєродонецького району Луганської області. Населення становить 100 осіб.
Гаврилівка виникла на початку XIX століття. На його території знайдені кочівницькі кам’яні баби.

## Населення
За даними перепису 2001 року населення села становило 100 осіб, з них 86 % зазначили рідною українську мову, 13 % — російську, а 1 % — іншу.

## Світлини

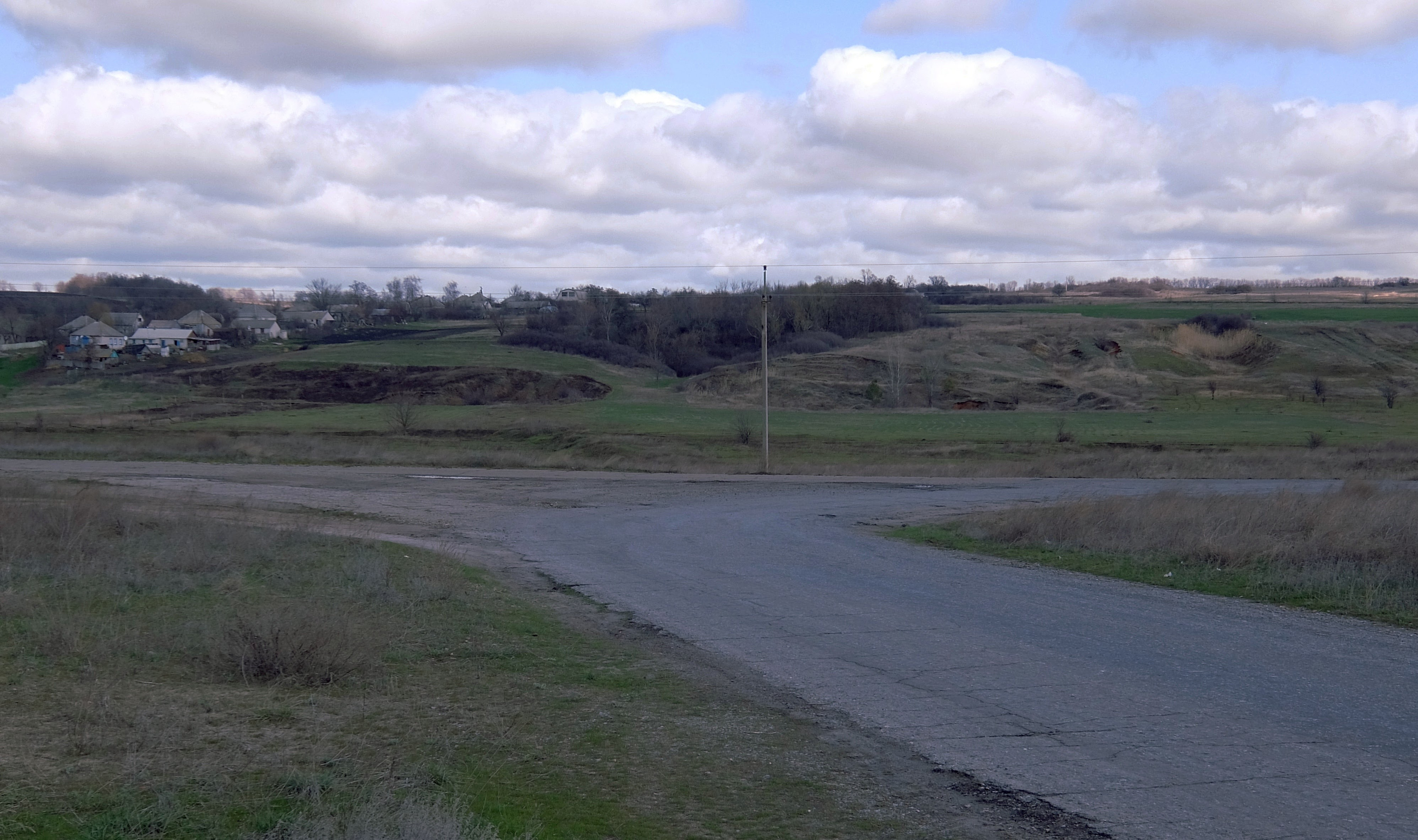
Гаврилівка
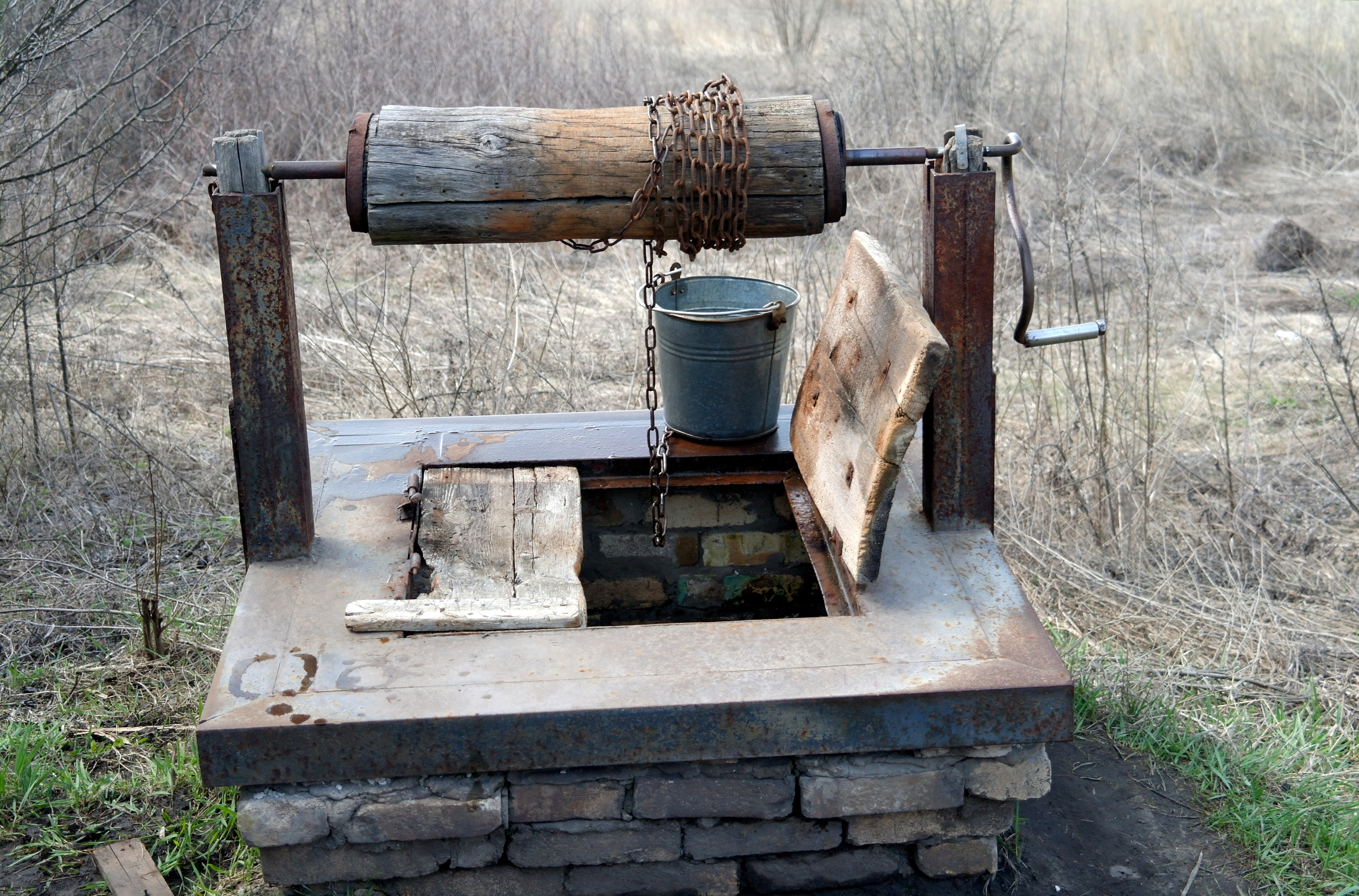
Гаврилівка
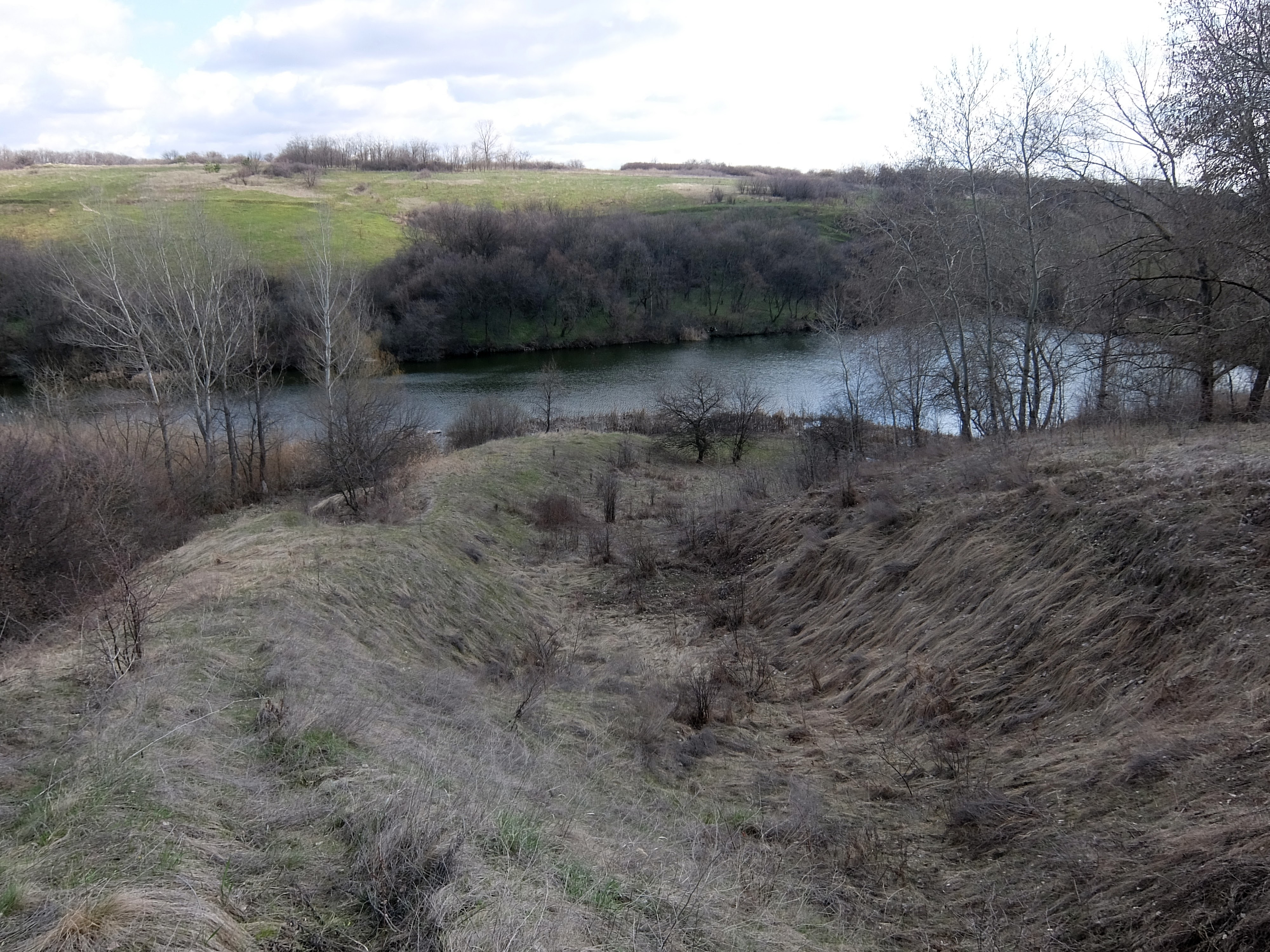
Гаврилівка